# Ljudmyla Blonska

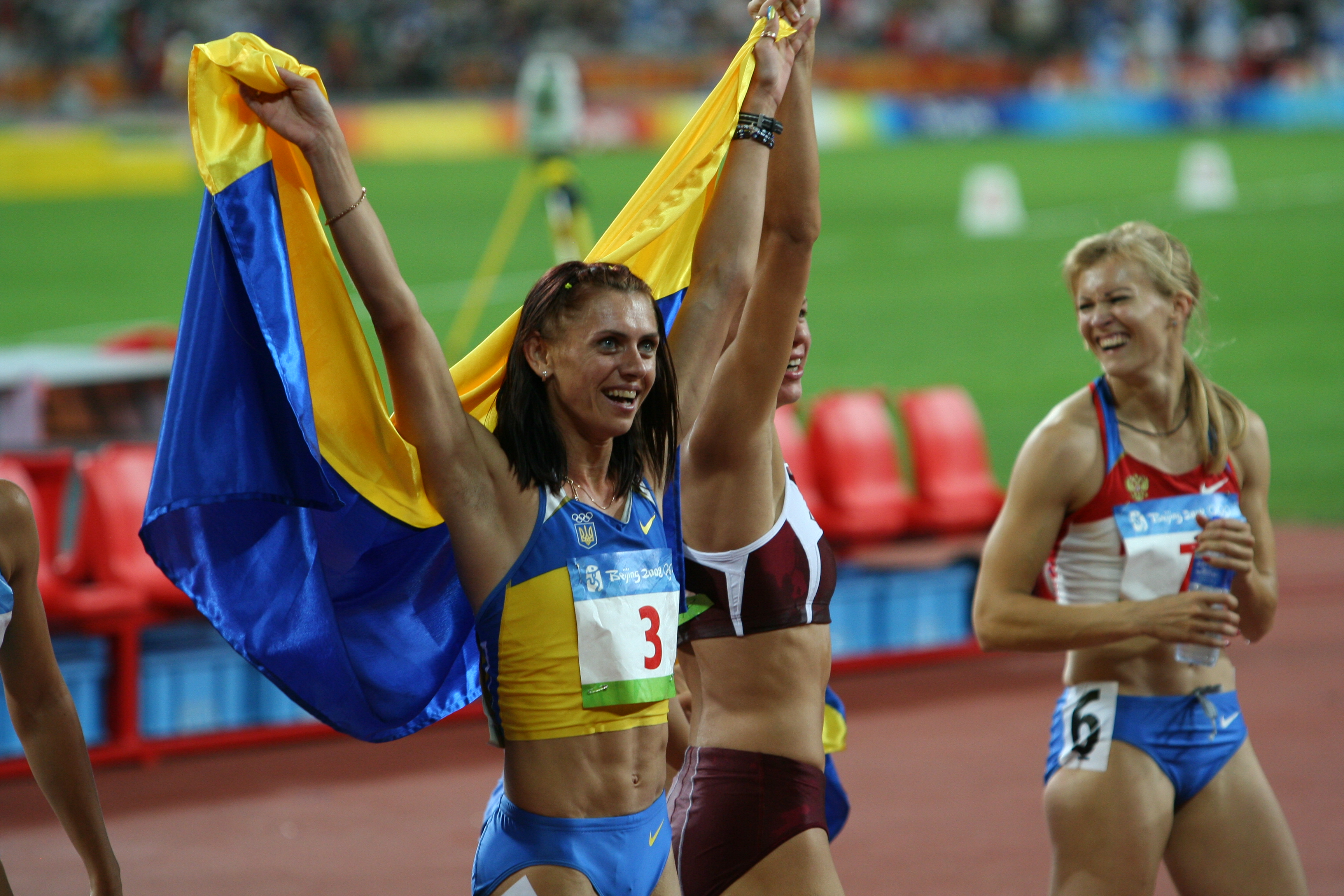
Ljudmyla Blonska bei den Olympischen Spielen in Peking 2008

Ljudmyla Leonidiwna Blonska (ukrainisch Людмила Леонідівна Блонська, engl. Transkription Lyudmyla Blonska, geborene Schewtschuk; * 9. November 1977 in Simferopol) ist eine ehemalige ukrainische Siebenkämpferin.

## Werdegang
Sie belegte mit 5865 Punkten Rang 13 bei den Europameisterschaften 2002 in München. Im Mai 2003 verbesserte sie sich in Charkiw auf 6316 Punkte. Ab dem 8. Juni 2003 war sie zwei Jahre wegen Dopings gesperrt, nachdem sie bei einem Mehrkampfmeeting in Arles auf Stanozolol positiv getestet worden war.
Nach ihrer Rückkehr in das Wettkampfgeschehen gewann sie 2005 mit 6297 Punkten bei der Universiade in İzmir. Bei den Hallenweltmeisterschaften 2006 in Moskau siegte sie im Fünfkampf mit 4685 Punkten und 78 Punkten Vorsprung auf Karin Ruckstuhl aus den Niederlanden. Beim Mösle Mehrkampf-Meeting in Götzis wurde sie 2006 mit 6448 Punkten Zweite hinter der Schwedin Carolina Klüft. Kurz darauf gewann sie das Mehrkampf-Meeting in Ratingen. Bei den Europameisterschaften 2006 in Göteborg belegte sie Rang 5 mit 6357 Punkten.
Im August 2007 erzielte sie in Kiew mit 6733 Punkten eine persönliche Bestleistung, die sie kurz darauf bei den Weltmeisterschaften in Ōsaka steigern konnte: Dort gewann Blonska mit 6832 Punkten die Silbermedaille hinter Carolina Klüft und vor der Britin Kelly Sotherton, die schon damals Zweifel an der Redlichkeit ihrer Konkurrentin äußerte. Bei den Olympischen Spielen 2008 in Peking belegte sie hinter ihrer Landsmännin Natalija Dobrynska (6733) mit 6700 Punkten einen zweiten Platz. Vier Tage nach dem Wettkampf wurde bekannt, dass Blonska positiv auf das anabole Steroid Methyltestosteron getestet wurde. Am 21. August wurde sie von der Disziplinarkommission des IOC suspendiert, nachdem sich auch die B-Probe als positiv erwies, und am 22. August disqualifiziert und von den Spielen ausgeschlossen. Sie wurde daraufhin als Wiederholungstäterin vom Leichtathletik-Verband der Ukraine lebenslang gesperrt, ebenso ihr Trainer (und Ehemann) Serhij Blonskyj.
Ljudmyla Blonska hatte bei einer Körpergröße von 1,75 m ein Wettkampfgewicht von 62 kg. Ihr Trainer war ihr Ehemann Serhij Blonskyj, mit dem sie zwei Kinder hat und in Browary lebt.